# Famille von Roeder (Vogtland)
Pour les articles homonymes, voir Roeder.
Ne doit pas être confondu avec Famille von Roeder (Silésie).
 (novembre 2024).
La famille von Roeder est une famille noble du Vogtland dont la maison ancestrale présumée est Rodau près de Plauen.
La famille ne doit pas être confondue avec les von Röder (Roeder) (de) d'Anhalt du même nom, les von Roeder de Silésie et la famille noble badoise des Roeder von Diersburg (de)

## Histoire
La famille apparaît pour la première fois dans un document en 1333 avec le chevalier Heinrich Roder et commence sa lignée familiale ininterrompue avec Hans Roeder (mort en 1418) sur Ober-Pöhl, qui est mentionné dans un document en 1401. À partir de 1419, il y ava ait deux manoirs à Pöhl, dont celui du bas appartient à Friedrich von Kospode (de) et celui du haut à Hans Roeder. Après que la famille von Roeder achète le manoir inférieur de Siegmund von Dölau (de) en 1581, ils fondent la domaine de chevalerie de Pöhl en fusionnant les deux manoirs. La propriété familiale passe à la famille von Bodenhausen de Brandis à la suite de l'extinction du Roeder local dans la lignée masculine et par mariage en 1809.
Au XVIe siècle, ils s'installent à Rodau, près de Plauen ; on ne sait toutefois pas s'ils descendent du témoin Cunrado de Rode qui y est mentionné en 1224 dans un acte de donation du bailli de Weida (de) Henri IV. Selon toute vraisemblance, le nom original du village de Rode est dû à des colons allemands qui ont défriché la forêt.

## Armes
Le blason est divisé par l'argent, le rouge et le noir. Sur le casque avec lambrequins rouge-argenté à droite et noir-argenté à gauche, un écran (de) entre un vol ouvert, également divisé.
La famille von Roeder a les mêmes armoiries que la famille ministérielle vogtlandaise-franconienne des von Veilsdorf (de) (ou Veils) dont le siège est à Veilsdorf, qui y est mentionnée pour la première fois en 1195. Les familles nobles von Feilitzsch (de), von Zedtwitz (de) et la famille noble d'Egerland von der Heyde/Heydte, qui remontent probablement à cette famille, ont les mêmes armoiries, ce qui avec une certaine probabilité parle d'une communauté d'ascendance agnatique. Des armoiries similaires (dans les mêmes couleurs mais dans un arrangement différent) se retrouvent dans celles des familles von Hundelshausen, von Machwitz (de), von Gößnitz (de), von Perglas (de) et von Redwitz (de), ce qui peut être l'expression d'une communauté héraldique de familles cognatiquement (mais pas nécessairement agnatiquement) apparentées. Une parenté semble pour le moins possible en raison des similitudes entre les armoiries et de l'origine de la région frontalière de Thuringe, de Haute-Franconie et de Saxe (Vogtland) ainsi que de l'Egerland.

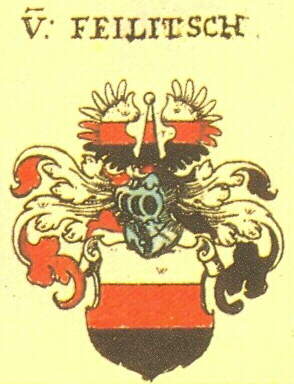
Armoiries du Feilitzsch (de)
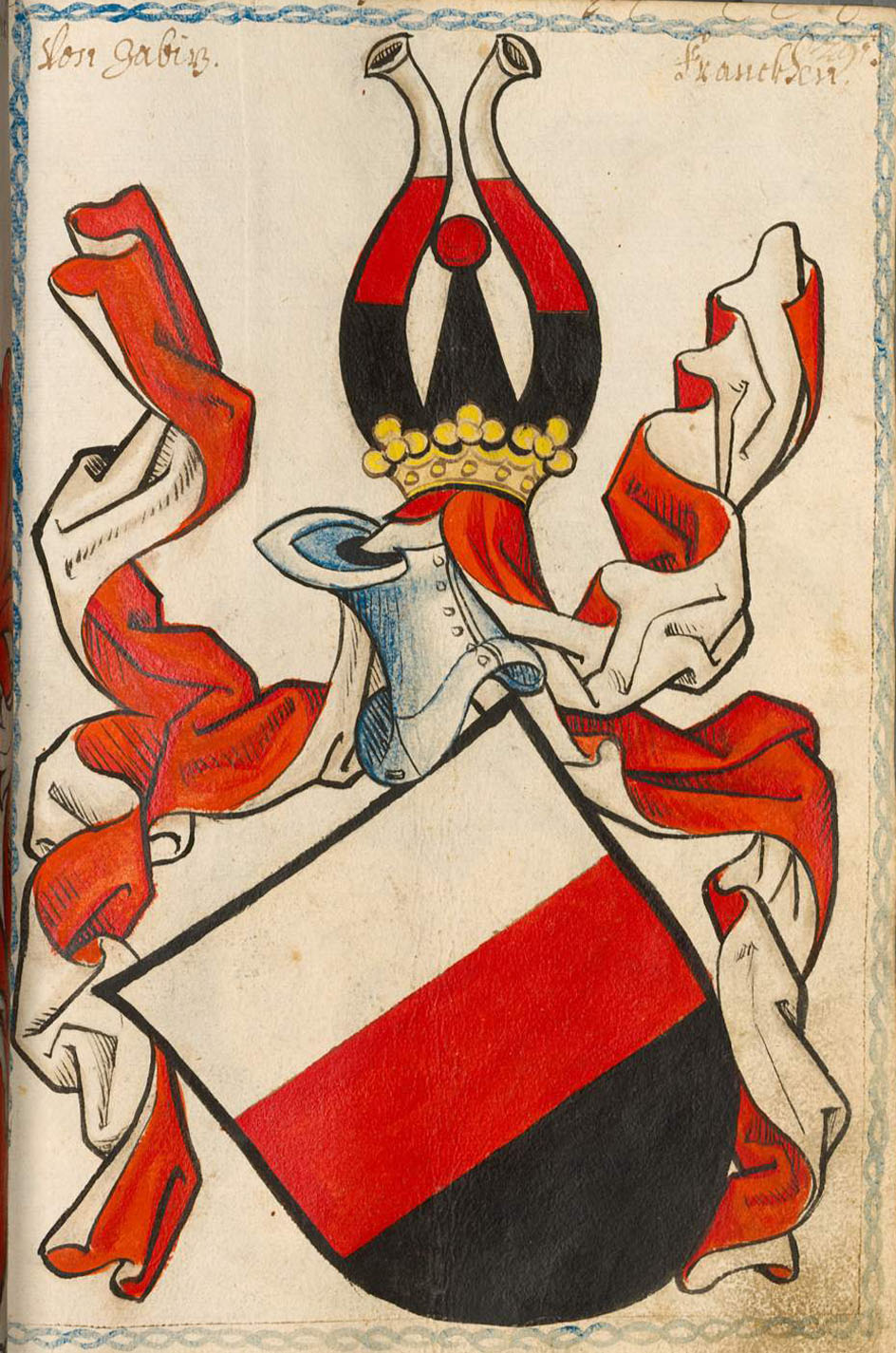
Armoiries des Zedtwitz (de)
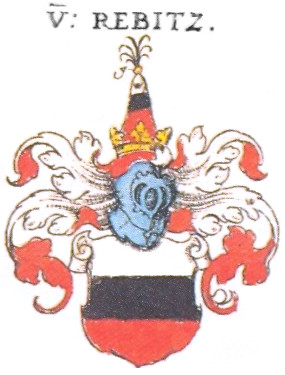
Armoiries des Redwitz (de)
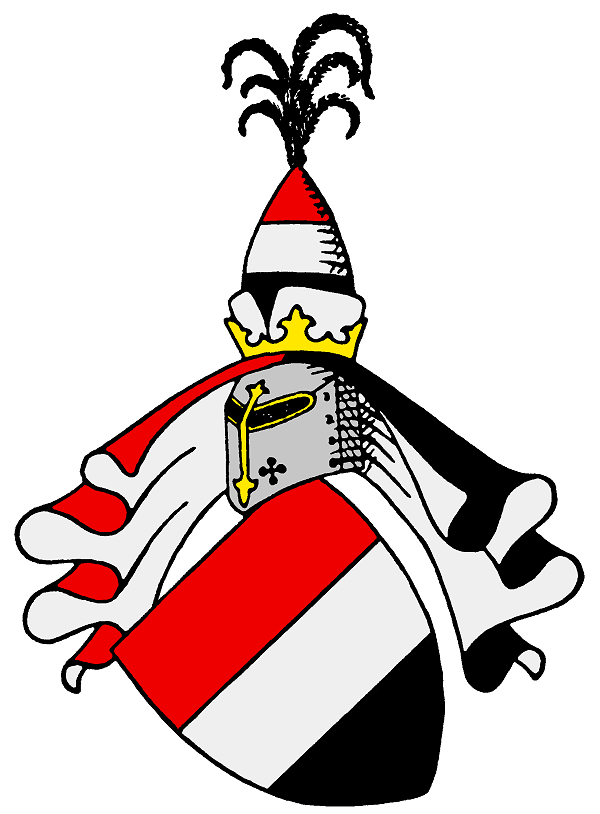
Armoiries de Machwitz (de)
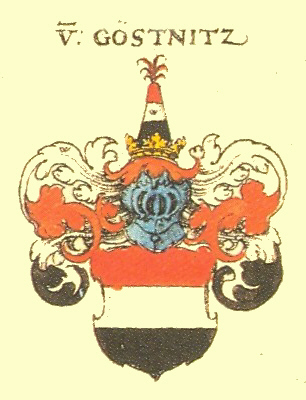
Armoiries des Gößnitz (de)
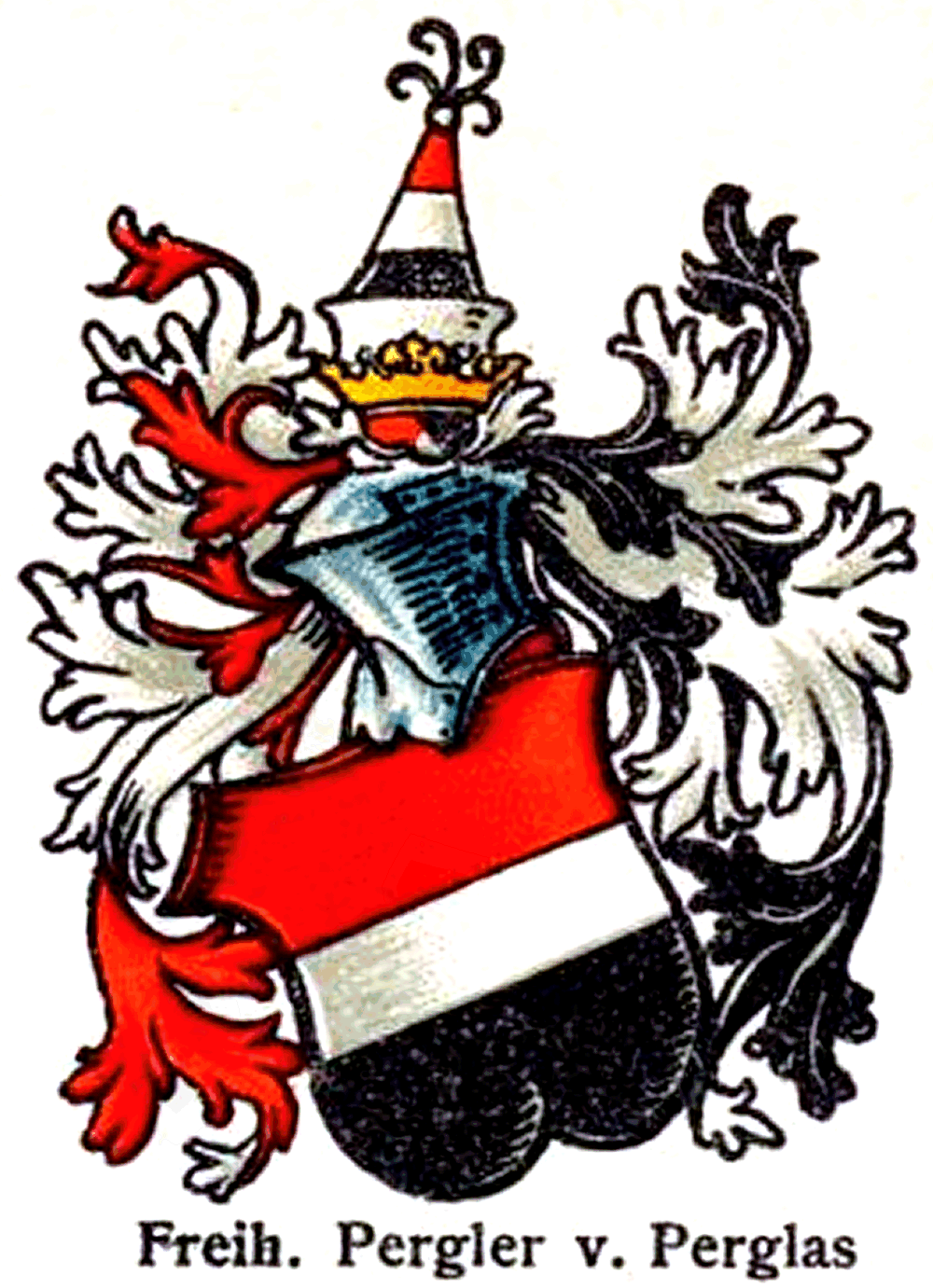
Armoiries des Pergler von Perglas (de)

## Personnalités
- Albrecht von Roeder (de) (1811–1857), soldat et fermier germano-américain[2]
- Christoph von Röder (de) (1618-1679), maréchal prussien
  - Erhard Ernst von Röder (1665–1743), maréchal prussien
  - Johann Dietrich von Roeder (1672–1748), vice-président prussien et juge du tribunal